# شلیس تولبرت
شلیس آر. تولبرت وکیل آمریکایی و یکی از شرکای شرکت حقوقی تولبرت و تولبرت است، که یک شرکت حقوقی متعلق به آمریکایی‌های آفریقایی‌تبار در شمال غربی ایندیانا بوده و در سال ۲۰۱۵ تأسیس شده است. او همچنین از سال ۲۰۱۱ تا ۲۰۱۴ در کمیته برنامه کمک به قضات و وکلای ایندیانا فعالیت داشت و در سال ۲۰۱۴ عضو هیئت ایالتی آزمون وکلای ایندیانا بود. تولبرت وکیل مدافع پسر لوئیس فراخان در پرونده‌ای مربوط به یک تصادف رانندگی و خسارتی به ارزش بیش از ۸۰۰٬۰۰۰ دلار بود. در سال ۲۰۲۴، او به‌عنوان یکی از وکلای برجسته ایندیانا در دسته‌بندی دعاوی مدنی معرفی شد.

## تحصیلات
تولبرت که در گری، ایندیانا متولد شد، در دبیرستان وست ساید گری تحصیل کرد و در سال ۱۹۹۳ فارغ‌التحصیل شد. پس از دبیرستان، در سال ۱۹۹۷ از دانشگاه ویتنبرگ در رشته مدیریت کسب‌وکار فارغ‌التحصیل شد. تولبرت در سال ۲۰۰۰ مدرک دکترای حقوق خود را از دانشکده حقوق دانشگاه والپارایزو دریافت کرد. او همچنین از فارغ‌التحصیلان برنامه رهبری شمال غربی ایندیانا (LNI) در دانشگاه پردو شمال غربی است.

## حرفه حقوقی
تولبرت در سال ۲۰۰۰ فعالیت حقوقی خود را در ایندیانا آغاز کرد و بر دعاوی مدنی، حقوق شهرداری، قراردادها، صدمات شخصی و مسئولیت پلیس در پرونده‌های استفاده بیش از حد از زور تمرکز داشت. او به‌عنوان رئیس انجمن حقوقی اقلیت جیمز سی. کیمبرو فعالیت کرده است، سازمانی که از وکلای سیاه‌پوست در شمال غربی ایندیانا حمایت و دفاع می‌کند. در سال ۲۰۱۱، تولبرت در تیم انتقالی کارن فریمن-ویلسون، شهردار جدید گری، ایندیانا، خدمت کرد. از ۲۰۱۴ تا ۲۰۱۵، او رئیس شعبه پورتر کانتی انجمن آمریکایی اینز آو کورت بود. در سال ۲۰۱۵، او به‌عنوان رئیس منتخب انجمن وکلای لیک کانتی انتخاب شد. همچنین، او به‌عنوان نماینده منطقه‌ای در هیئت مدیره انجمن وکلای ایالت ایندیانا خدمت کرده است. از ۲۰۰۷ تا ۲۰۱۷، تولبرت به‌عنوان استاد کمکی در رشته تمرینات محاکمه در دانشکده حقوق دانشگاه والپارایسو تدریس می‌کرد.

## جوایز
در سال ۲۰۱۲، مجله بیلدینگ ایندیانا تولبرت را به‌عنوان یکی از افراد تأثیرگذار شمال غربی ایندیانا معرفی کرد. او در همان سال جایزه فارغ‌التحصیلان انجمن دانشجویان سیاه‌پوست دانشگاه والپارایزو را دریافت کرد. او همچنین در سال‌های ۲۰۱۱، ۲۰۱۲ و ۲۰۱۴ به‌عنوان یکی از زنان تأثیرگذار شمال غربی ایندیانا در حوزه حقوق معرفی شد. در سال‌های ۲۰۱۳ و ۲۰۱۴، سوپر وکلای ایندیانا او را به‌عنوان ستاره نوظهور انتخاب کردند. در سال ۲۰۱۵، او عنوان سوپر وکیل ایندیانا را در زمینه دعاوی دفاع از بیمه دریافت کرد. در سال ۲۰۱۷، شرکت او جایزه افتخار مشترک بنیاد آموزشی کیتی هال را دریافت کرد. دو سال بعد، انجمن وکلای ایالت ایندیانا او را با جایزه تقدیر از زنان در حقوق مورد تقدیر قرار داد.
در سال ۲۰۲۳، تولبرت به‌عنوان یکی از ۲۳ وکیل در ایندیانا که در تنوع‌بخشی به حرفه حقوقی این ایالت نقش داشتند، مورد تقدیر قرار گرفت.
تولبرت عضو منتخب مؤسسه حقوق آمریکا است. او در سال ۲۰۲۴ در فهرست سوپر وکلای ایندیانا در دسته دعاوی مدنی قرار گرفت.

## فعالیت‌های اجتماعی
تولبرت در شورای مشورتی صندوق کالج سیاه‌پوستان متحد در شمال غربی ایندیانا فعالیت دارد و ریاست این شورا را بر عهده دارد. او همچنین عضو فعال شعبه دلتا سیگما تتا در گری است، یک انجمن خیریه که هدف آن ارائه کمک و حمایت از طریق برنامه‌های اجتماعی است. او پیش‌تر عضو هیئت مدیره لیک آریا یونایتد وی بوده و در حال حاضر در هیئت مدیره ائتلاف سوادآموزی گری خدمت می‌کند. از سال ۲۰۰۸، او در کمیته بورسیه بنیاد لگاسی مشارکت دارد.

## زندگی شخصی
او در سال ۲۰۰۶ با مایکل ای. تولبرت ازدواج کرد. همسرش نیز فارغ‌التحصیل دانشکده حقوق دانشگاه والپارایسو، وکیل و همکار او در شرکت تولبرت و تولبرت است. این زوج برای اولین بار در سال ۱۹۸۷، زمانی که در گری، ایندیانا کودکان بودند، با یکدیگر آشنا شدند. آن‌ها در ۲۶ ژانویه ۲۰۱۵ شرکت تولبرت و تولبرت را تأسیس کردند.